# 大下藤次郎
大下 藤次郎（おおした とうじろう、明治3年7月9日（1870年8月5日） - 明治44年（1911年）10月10日）は、明治時代の日本の水彩画家。中丸精十郎、原田直次郎に師事した。

## 略歴
- 1870年 東京・本郷真砂町[2]（現・文京区本郷）で、旅人宿・馬宿・馬車問屋を営む家に生まれる。
- 19歳のころ、家業を手伝う傍ら美術界へ進むことを決意する。
- 1892年 アルフレッド・パーソンズ、ジョン・ヴァーレー・ジュニア[3]らが来日して水彩画展を開き[4]、その絵に感銘をうけ、水彩画に興味を持つようになる。また、三宅克己と知り合う。
- 1893年 父親が死亡する。この頃、原田直次郎について絵を学ぶ。
- 1898年 半年ほど、オーストラリアへ旅行する。
- 1901年 技法書の『水彩画之栞』[5]を刊行し、ベストセラーとなる。
- 1903年 青梅に転居する。
- 1905年 春鳥会（現・美術出版社）をおこし、美術雑誌『みづゑ』を刊行する。
- 1907年 日本水彩画研究所を設立する。第一回文展に『穂高山の麓』[6]を出品。
- 1909年 甲州・白峰山（南アルプス北岳）をめざした山旅に出る。この山旅から紀行文『白峰の麓』と水彩画「西山峠」（島根県立石見美術館所蔵）が生まれた。描かれた山は峠越えの際に見た悪沢岳（赤石山脈）である。
- 1911年 瀬戸内などを旅した末、突然の病に倒れ、死去する。墓所は雑司ヶ谷霊園。

## 著作
- 『水彩画之栞』
- 『白峰の麓』明治42年（1909年）11月
- 『大下藤次郎紀行文集』近藤信行編、美術出版社、1986年
- 『大下藤次郎美術論集』福田徳樹編、美術出版社、1988年
- 『大下藤次郎の水彩画　島根県立石見美術館所蔵 作品集』

川西由里ほか編・解説、美術出版社、2008年。新版・美術出版エデュケーショナル、2018年
他に美術館で企画した「大下藤次郎展」図録が多くある。

## 作品

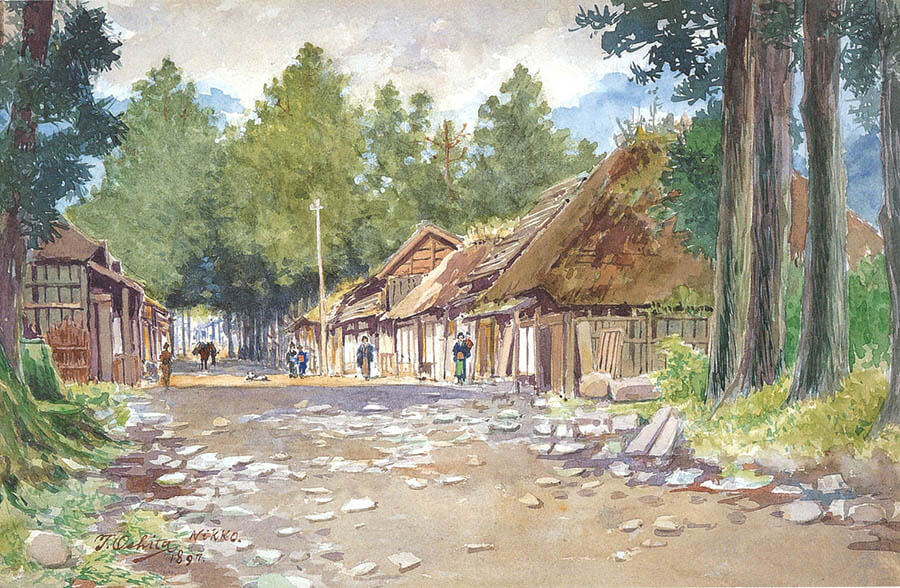
『日光』1897年
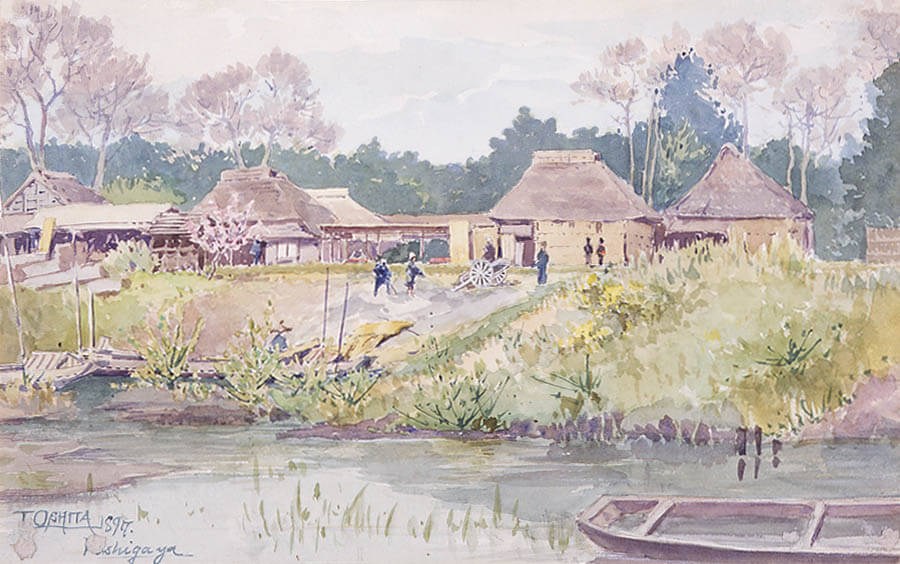
『越ヶ谷の春色』1897年
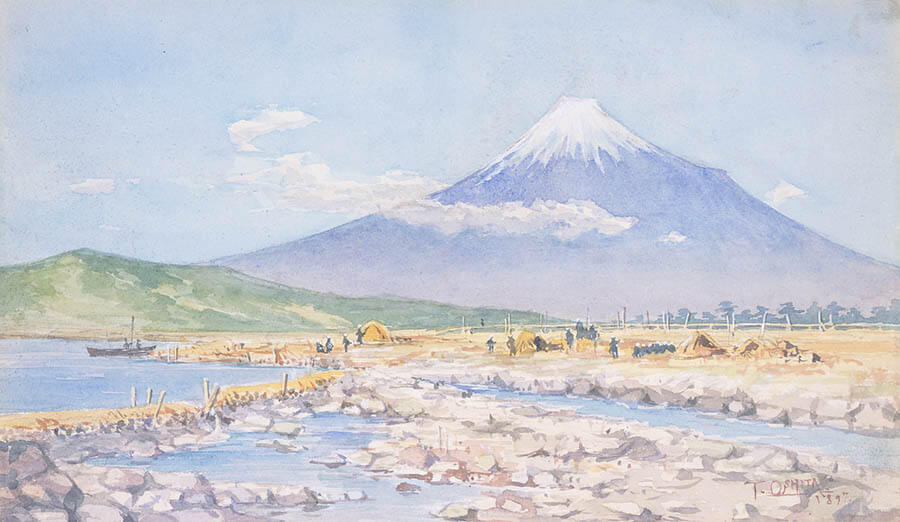
『富士を望む』1897年
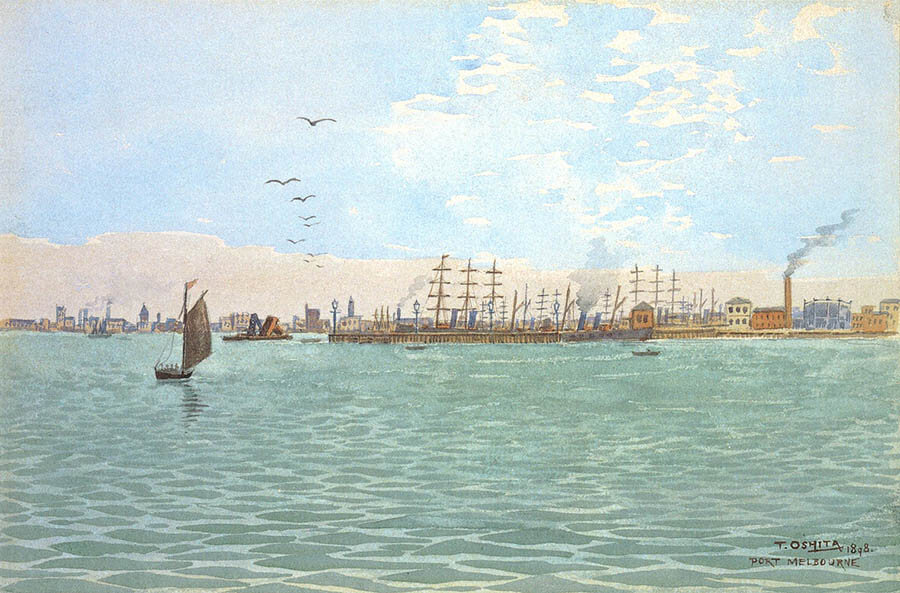
『メルボルン港』1898年
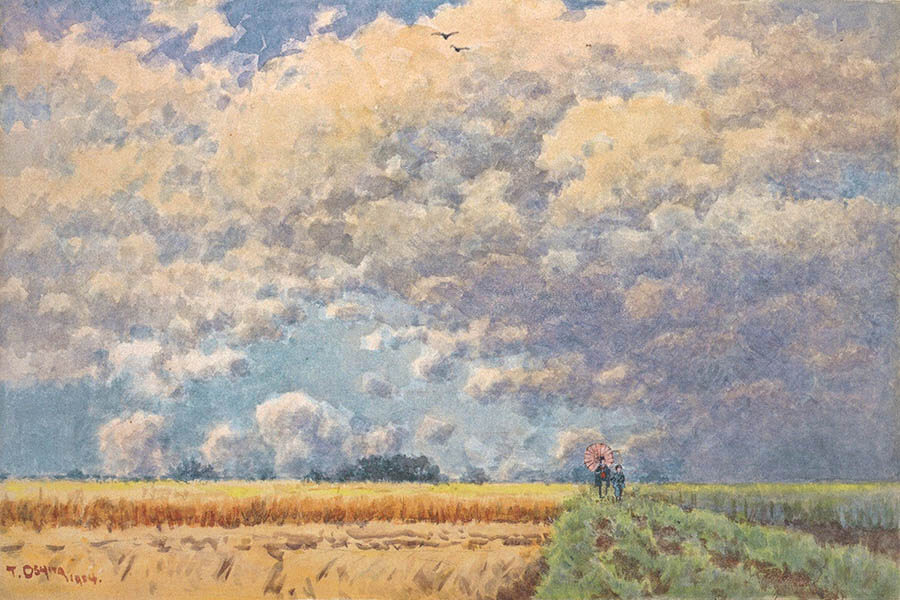
『秋の雲』1904年
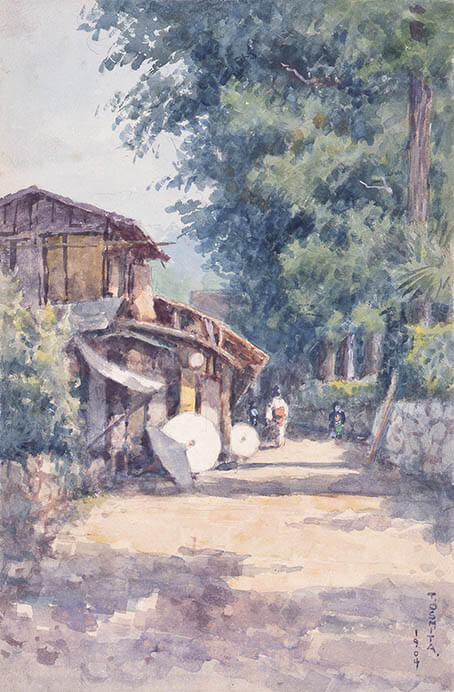
『青梅』1904年
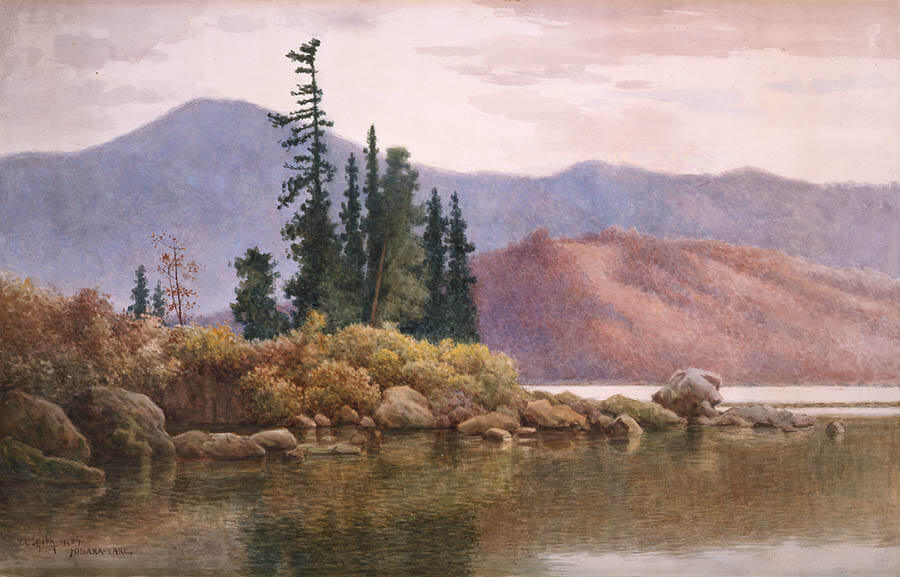
『檜原湖の秋』1907年
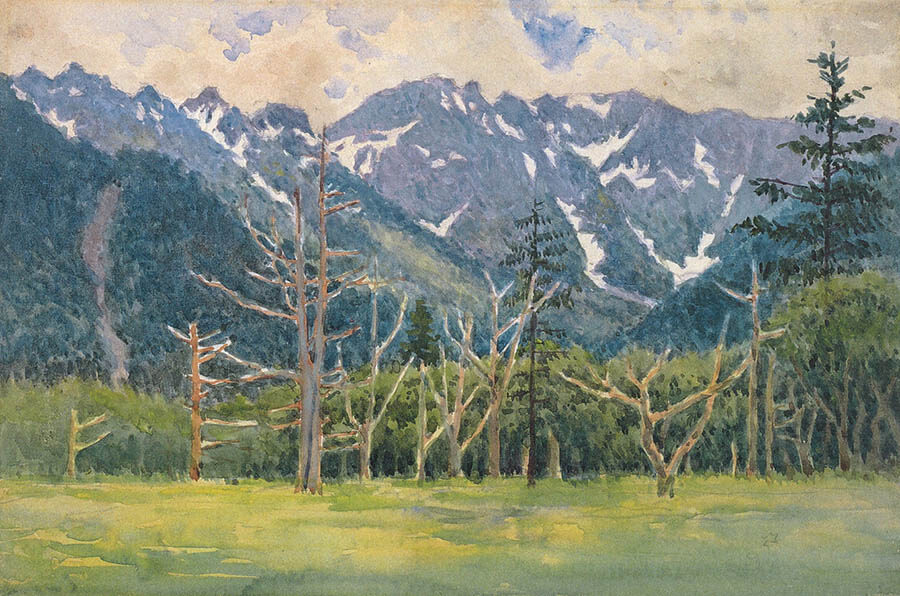
『穂高山の残雪』1907年
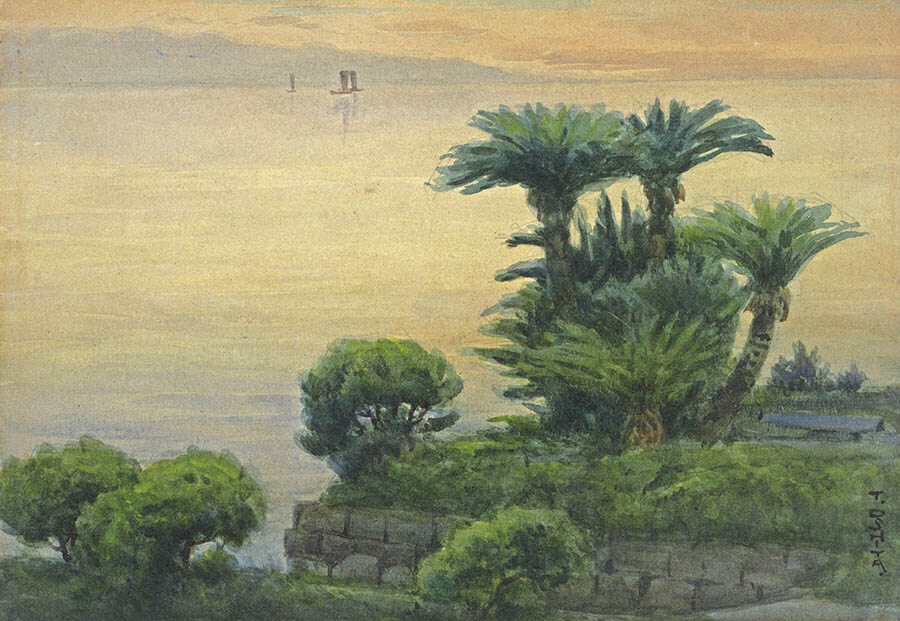
『宍道湖の黄昏』1911年

## 伝記研究
- 土居次義『水彩画家　大下藤次郎』美術出版社、1981年
- 『水絵の福音使者　大下藤次郎』美術出版社、2005年 - 「鑑賞編」「資料編」の2分冊

高階秀爾 評伝、原田光・川西由里 編・解説